# Lepthyphantes serratus
Lepthyphantes serratus este o specie de păianjeni din genul Lepthyphantes, familia Linyphiidae, descrisă de Oi, 1960. Conform Catalogue of Life specia Lepthyphantes serratus nu are subspecii cunoscute.